# Skidmore (Teksas)
Skidmore je naseljeno mjesto za statističke potrebe u američkoj saveznoj državi Teksas. Prema popisu stanovništva iz 2010. u njemu je živjelo 925 stanovnika.